# The O2 Arena
The O2 Arena ist eine Multifunktionsarena im südlichen Londoner Stadtteil Greenwich, Vereinigtes Königreich. Die Halle liegt am nördlichsten Punkt der Greenwich Peninsula an der Themse. Sie ist Teil des Unterhaltungskomplexes The O2. The O2 Arena ist eine der weltweit beliebtesten Veranstaltungshallen für Sportereignisse, Konzerte und Familienshows.

## Geschichte
Die Veranstaltungsarena wurde in den am 1. Januar 2000 eröffneten Millennium Dome (seit 2005: The O2) gebaut. Der gesamte Kuppelbau hat einen Durchmesser von 365 Metern sowie eine Höhe von bis zu 52 Metern. Der Bau begann 2003, die Arena wurde am 24. Juni 2007 eröffnet. Die O2 Arena hat die zweithöchste Sitzkapazität einer Veranstaltungshalle im Vereinigten Königreich nach der Manchester Arena.
Vorrangig wird die Halle als Konzert- und Showarena genutzt. Die Arena war vom 12. bis 18. Oktober 2009 Austragungsort der Turn-Weltmeisterschaften. Vom 13. Juli 2009 bis 6. März 2010 sollte die Michael-Jackson-Konzertserie This is it in der Arena stattfinden. Sie wurde aufgrund Jacksons Tod am 25. Juni 2009 abgesagt. Von 2009 bis 2020 fanden jährlich im November in der Arena jährlich die prestigeträchtigen ATP Finals statt, das Saisonfinale im Profi-Herrentennis mit den acht besten Spielern der Welt. Zwischen 2010 und 2019 machte die Premier League Darts in der Arena Station; die COVID-19-Pandemie verhinderte die Austragung in den nachfolgenden zwei Jahren. Während der Olympischen Sommerspiele (Turnen, Trampolinturnen) und der Paralympics 2012 (Rollstuhlbasketball) trug die Halle den werbefreien Namen North Greenwich Arena. Am 16. Januar 2016 wurde der Comeback-Kampf des ehemaligen WBA-Schwergewichts-Champions David Haye gegen den Australier Mark de Mori veranstaltet.
Mitte Februar 2022 wurde die Dachhaut der Arena durch den Orkan Eunice großflächig aufgerissen.

## Galerie

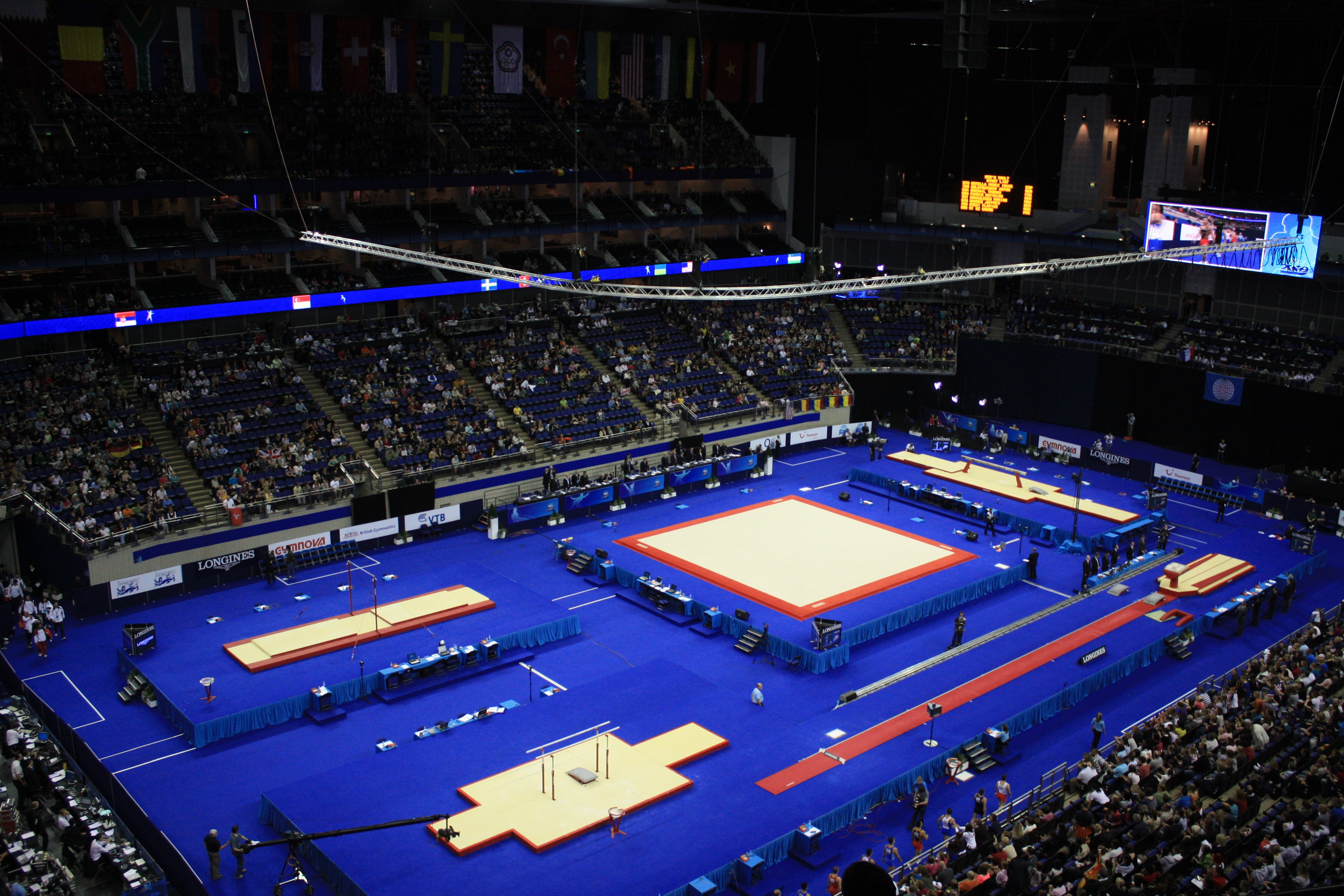
Die Arena während der Turn-Weltmeisterschaften 2009
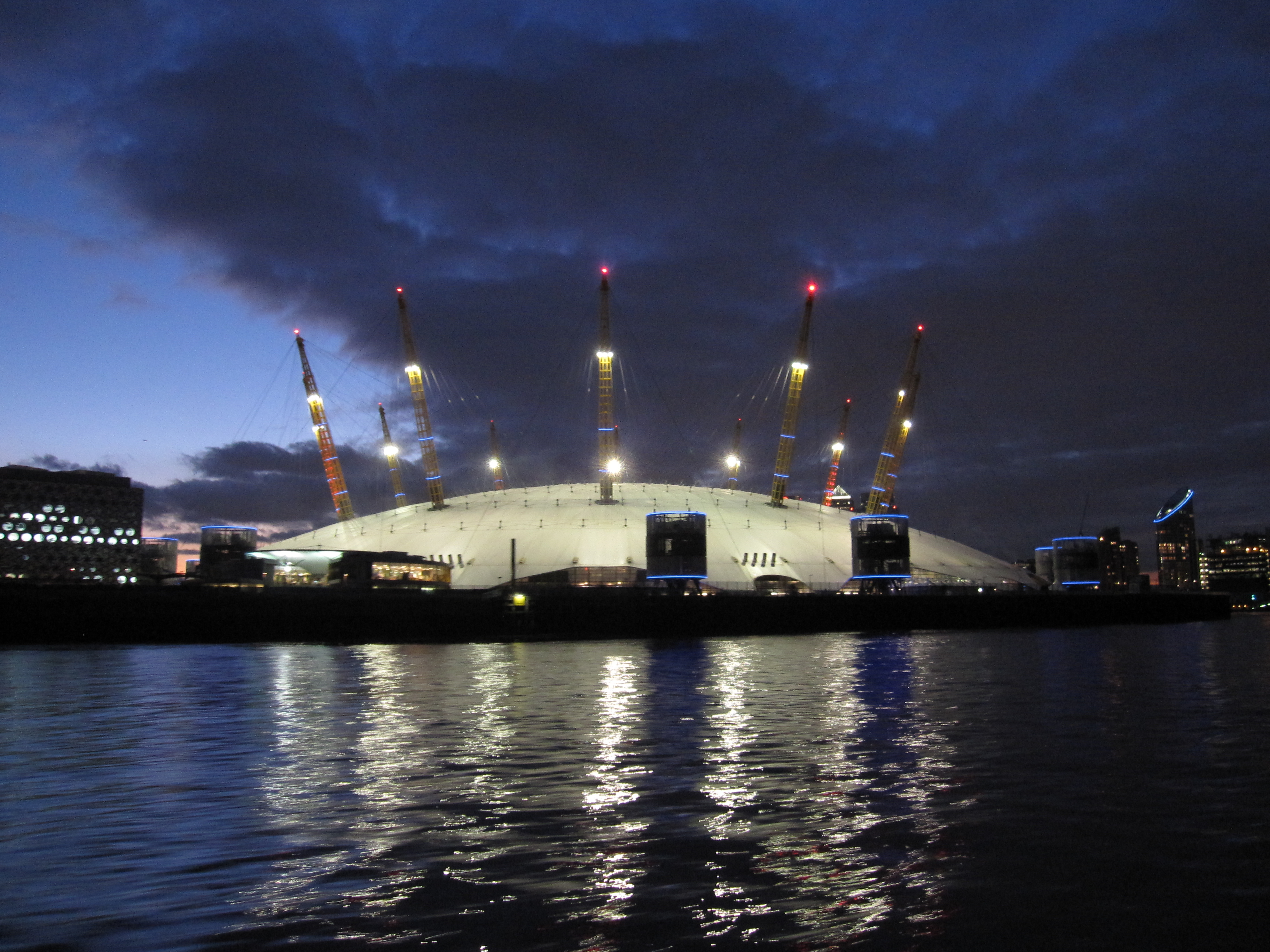
The O2 am Abend (November 2010)
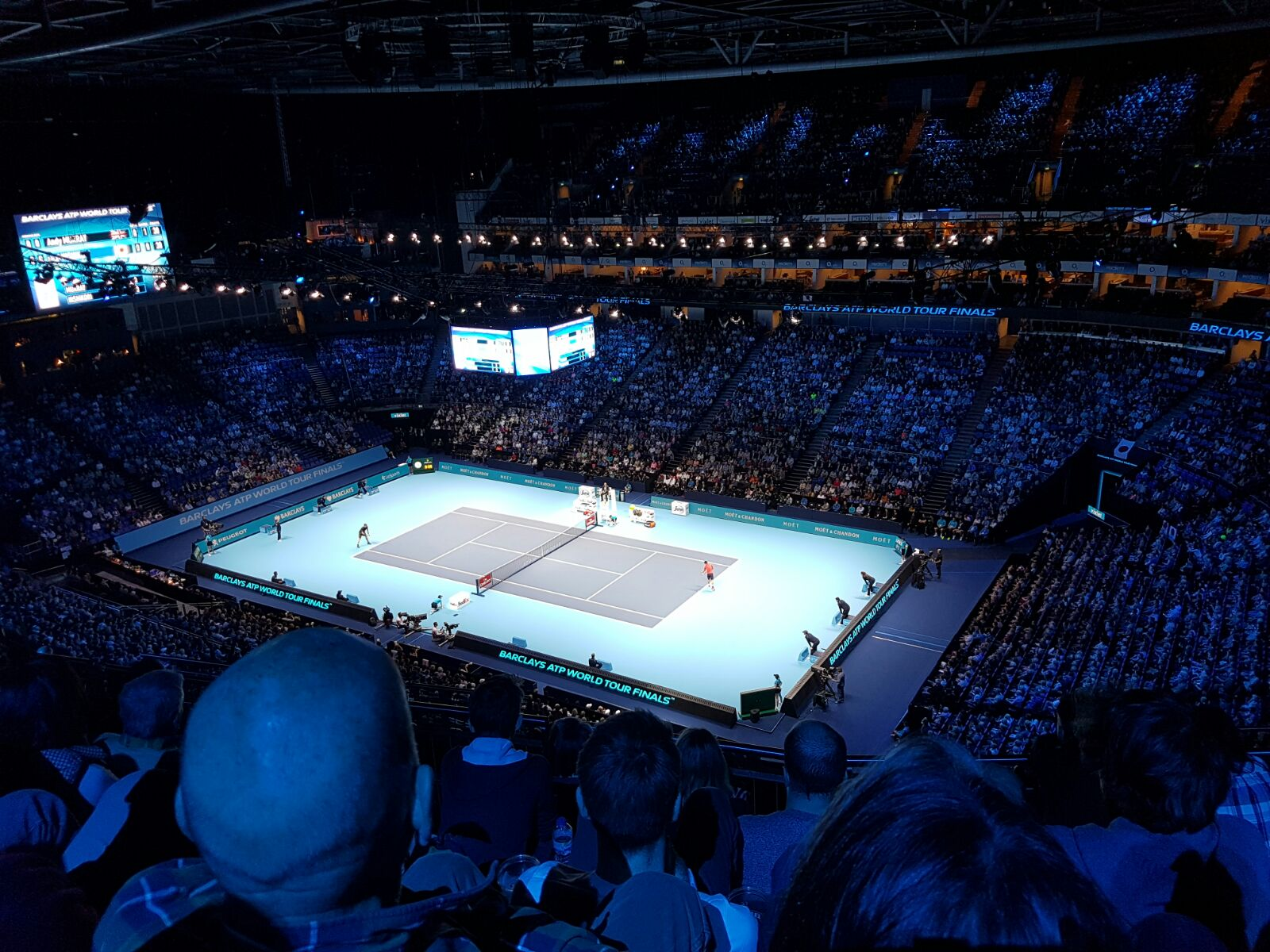
Die ATP Finals 2016 in der O2 Arena
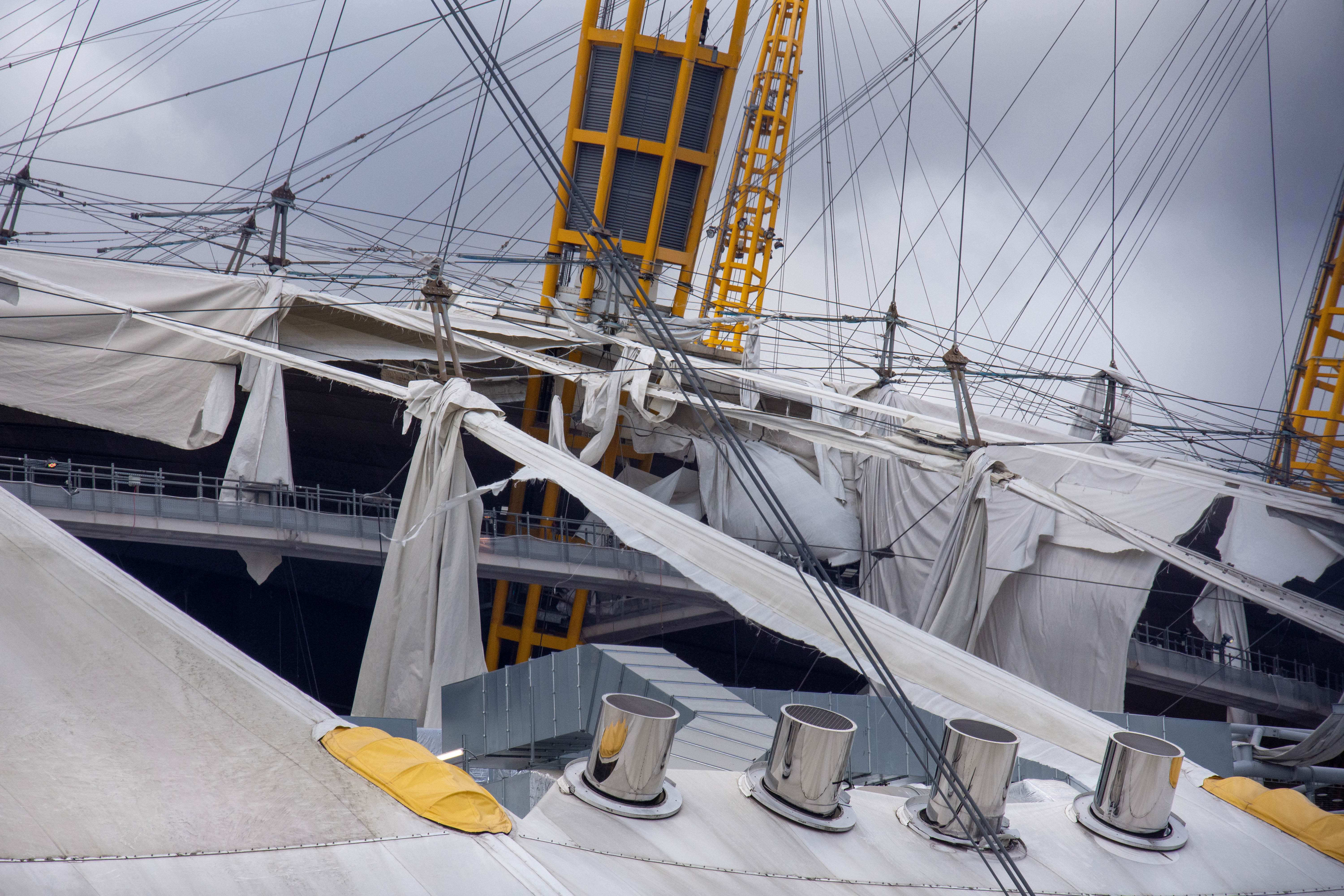
Schäden infolge des Orkans Eunice